# Lasiocarpus
Lasiocarpus é um género botânico pertencente à família Malpighiaceae.

## Espécies
- Lasiocarpus ferrugineus Gentry
- Lasiocarpus multiflorus Nied.
- Lasiocarpus ovalifolius Nied.
- Lasiocarpus salicifolius Liebm.
- Lasiocarpus triflorus Oerst.

1. ↑  «Lasiocarpus — World Flora Online». www.worldfloraonline.org. Consultado em 19 de agosto de 2020